# Ieuaf ab Idwal
Ieuaf ap Idwal (fl. X secolo) è stato sovrano del Regno di Gwynedd dal 950 al 969 insieme al fratello Iago ab Idwal.
Il suo vero nome era Idwal, ma per evitare confusioni col padre negli annali è chiamato Ieuaf, cioè junior.
Figli di Idwal Foel, nel 942, alla morte del padre, avrebbero dovuto succedere al trono del Gwynedd. Ma Hiwell Dda del Deheubarth ne approfittò per invadere il Gwynedd e spodestare i giovani principi. Alla morte di Hiwell, nel 950, Iago e Ieuaf sconfissero i suoi figli nella battaglia di Nant Carno e li scacciarono dal Gwynedd Dopo una serie di raid effettuati da ambo le parti, le due dinastie si scontrarono nella battaglia di Llanrwst, dove la progenie di Howell fu sconfitta e respinta a Ceredigion. A questo punto sorsero contrasti tra Iago e Ieuaf, che fu fatto prigioniero dal fratello (969). Iago regnò fino al 979, quando fu fatto prigioniero dal figlio di Ieuaf, Hywel, che prese il potere.